# (11616) 1996 BQ2
(11616) 1996 BQ2 est un objet de la ceinture principale d'astéroïdes extérieure, découvert le 26 janvier 1996 à l'observatoire astronomique d'Ōizumi (Ōizumi, préfecture de Gunma, Japon) par Takao Kobayashi.

## Caractéristiques orbitales
L'orbite de (11616) 1996 BQ2 se caractérise par un demi-grand axe de 3,40 UA, un périhélie de 3,14 UA, une excentricité de 0,08 et une inclinaison de 15,21° par rapport à l'écliptique. Du fait de ces caractéristiques, à savoir un demi-grand axe entre 3,2 et 4,6 UA, il est classé, selon la JPL Small-Body Database, comme objet de la ceinture principale d'astéroïdes extérieure.

## Caractéristiques physiques
(11616) 1996 BQ2 a une magnitude absolue (H) de 11,9 et un albédo estimé à 0,246, ce qui permet de calculer un diamètre de 12,236 km. Ces résultats ont été obtenus grâce aux observations du Wide-Field Infrared Survey Explorer (WISE), un télescope spatial américain mis en orbite en 2009 et observant l'ensemble du ciel dans l'infrarouge, et publiés en 2011 dans un article présentant les premiers résultats concernant les astéroïdes de la ceinture principale.
C'est un astéroïde de type A, donc riche (> 80 %) en olivine, au moins en ce qui concerne les roches de sa surface.